# Рибалко Вікторія Юріївна
Вікторія Юріївна Рибалко (нар.. 26 жовтня 1982, Дніпропетровськ, Українська РСР) — українська легкоатлетка, спеціалістка по стрибках в довжину. Виступала за збірну України з легкої атлетики в період 1999—2012 років, учасниця ряду великих міжнародних змагань, в тому числі двох літніх Олімпійських ігор.

## Життєпис
Вікторія Рибалко народилася 26 жовтня 1982 року в місті Дніпропетровську Української РСР . Дитинство провела в Молдові, де в той час працювали її батьки, потім повернулася на Україну і оселилася в Запоріжжі. Серйозно займатися легкою атлетикою почала у віці 11 років, проходила підготовку під керівництвом заслуженого тренера СРСР Василя Івановича Телегіна. Перебувала у складі спортивного товариства «Україна» (Запоріжжя).
Вперше Вікторія Рибалко заявила про себе на міжнародній арені в сезоні 1999 року, коли увійшла до складу української національної збірної та побувала на літніх європейських юнацьких Олімпійських днях в Данії, звідки привезла нагороду срібного гідності, виграну в стрибках в довжину.
Восени 1999 року поїхала вчитися до США, вступивши до Університет Мена — успішно виступала на різних студентських змаганнях, була другою серед стрибунів у довжину в першому дивізіоні Національної асоціації студентського спорту.
У 2008 році Вікторія Рибалко була включена до Залу слави Університету Мен. Отримала ступінь бакалавра наук в області біохімії і мікробіології.
У 2006 році в стрибках у довжину посіла четверте місце на чемпіонаті Європи в Гетеборзі.
У 2007 році відзначилася виступами на європейській першості в приміщенні в Бірмінгемі і на чемпіонаті світу в Осаці, де була сьомою та одинадцятою, відповідно.
Завдяки низці вдалих виступів Вікторія Рибалко удостоїлася права захищати честь країни на літніх Олімпійських іграх 2008 року в Пекіні. У програмі стрибків у довжину показала на попередньому етапі результат 6,43 метра і не змогла кваліфікуватися до фінальної стадії.
Після пекінської Олімпіади Вікторія Рибалко залишилася в складі легкоатлетичної команди України і продовжила брати участь в найбільших міжнародних змаганнях. Так, в 2009 році вона виступила на світовій першості в Берліні, де стала в своїй дисципліні сімнадцятою.
У 2010 році змагалася на чемпіонаті Європи в Берселоні і на чемпіонаті світу в приміщенні в Досі .
Брала участь у світовій першості 2011 року в Тегу, була в кваліфікації п'ятнадцятою.
Пройшла відбір на Олімпійські ігри 2012 року в Лондоні — в заліку стрибків у довжину на цей раз подолала відстань в 6,29 метра, чого знову виявилося недостатньо для попадання до фінальних змагань .
Завершивши спортивну кар'єру, продовжила навчання в США: отримала ступінь магістра наук в області імунології в Рочестерському університеті і ступінь доктора філософії в галузі спортивної фізіології в Техаському університеті .